# Vuelta al Táchira 2020
Vuelta al Táchira 2020 – 55. edycja wyścigu kolarskiego Vuelta al Táchira, która odbyła się w dniach od 12 do 19 stycznia 2020 na liczącej ponad 907 kilometrów trasie po wenezuelskim stanie Táchira składającej się z 8 etapów. Impreza kategorii 2.2 należała do cyklu UCI America Tour 2020.

## Etapy
| Etap | Data   | Start – Meta                    | type                       | Dystans (km) | Zwycięzca etapu   | Lider            |
| ---- | ------ | ------------------------------- | -------------------------- | ------------ | ----------------- | ---------------- |
| 1    | 12 sty | San Cristóbal – San Cristóbal   | płaski                     | 117,6        | Luca Pacioni      | Luca Pacioni     |
| 2    | 13 sty | San Rafael del Piñal – Abejales | płaski                     | 154,8        | Ralph Monsalve    | Luca Pacioni     |
| 3    | 14 sty | Rubio – Rubio                   | płaski                     | 135,2        | Jhonatan Restrepo | Yonathan Salinas |
| 4    | 15 sty | Coloncito – La Grita            | górski                     | 145,1        | Leonel Quintero   | Yonathan Salinas |
| 5    | 16 sty | San Juan de Colón – Borotá      | górzysty                   | 106,7        | Jhonatan Restrepo | Roniel Campos    |
| 6    | 17 sty | San Cristóbal – Palmira         | jazda indywidualna na czas | 16,1         | Kevin Rivera      | Roniel Campos    |
| 6    | 22 sty | Santo Domingo – Casa del Padre  | górski                     | 148          | Anderson Paredes  | Roniel Campos    |
| 7    | 18 sty | Ureña – Monumento Cristo Rey    | górski                     | 117          | Kevin Rivera      | Roniel Campos    |
| 8    | 19 sty | San Cristóbal – San Cristóbal   | pagórkowaty                | 115,2        | Leonel Quintero   | Roniel Campos    |

## Drużyny
| ProTeam- Androni Giocattoli-Sidermec Regionalne i klubowe drużyny (15)- Lotería del Táchira - Concafé - Venezuela País de Futuro-Fina Arroz - NR Osorio - MU Training - Deportivo Táchira - Super Ahorro - Moy's - Grupo JHS - Bicicletas Castilla-Idermi - Gobierno de Miranda-Trek - Triple Táchira - Hotel Venecia - Fer-Lab - Gobernación del Táchira - Gobernación de Mérida - Gobierno de Trujillo - Ciclo Corse - Team Herrera - Liga de Ciclismo de Magdalena - Team Neiva-Huila - Gespron Fundación Valle |
| |

## Wyniki etapów

### Etap 1
| \| Klasyfikacja etapu \| Klasyfikacja etapu \| Klasyfikacja etapu \| Klasyfikacja etapu \| Klasyfikacja etapu \| \| Kolarz \| Kolarz \| Państwo \| Drużyna \| Czas \| \| ------------------ \| ------------------ \| ------------------ \| ---------------------------------------- \| ------------------ \| \| 1. \| Luca Pacioni \| Włochy \| Androni Giocattoli-Sidermec \| 2h 59' 06" \| \| 2. \| Isaac Yaguaro \| Wenezuela \| Ciclo Corse \| + 0" \| \| 3. \| Yonathan Salinas \| Wenezuela \| Deportivo Táchira - Super Ahorro \| + 0" \| \| 4. \| Miguel Ubeto \| Wenezuela \| Carène Cycling Développement \| + 0" \| \| 5. \| Leonel Quintero \| Wenezuela \| Matrix Powertag \| + 0" \| \| 6. \| Germán Rincón \| Wenezuela \| Triple Táchira - Hotel Venecia - Fer-Lab \| + 0" \| \| 7. \| Manuel Díaz \| Kolumbia \| Team Herrera \| + 0" \| \| 8. \| Cesar Sanabria \| Wenezuela \| \| + 0" \| \| 9. \| Yurgen Ramírez \| Wenezuela \| Venezuela País de Futuro-Fina Arroz \| + 0" \| \| 10. \| José Castillo \| Wenezuela \| \| + 0" \| |                  |           |                                          |            |
| |                  |           |                                          |            |
| |                  |           |                                          |            |
| Klasyfikacja etapu |                  |           |                                          |            |
| Kolarz | Kolarz           | Państwo   | Drużyna                                  | Czas       |
| 1. | Luca Pacioni     | Włochy    | Androni Giocattoli-Sidermec              | 2h 59' 06" |
| 2. | Isaac Yaguaro    | Wenezuela | Ciclo Corse                              | + 0"       |
| 3. | Yonathan Salinas | Wenezuela | Deportivo Táchira - Super Ahorro         | + 0"       |
| 4. | Miguel Ubeto     | Wenezuela | Carène Cycling Développement             | + 0"       |
| 5. | Leonel Quintero  | Wenezuela | Matrix Powertag                          | + 0"       |
| 6. | Germán Rincón    | Wenezuela | Triple Táchira - Hotel Venecia - Fer-Lab | + 0"       |
| 7. | Manuel Díaz      | Kolumbia  | Team Herrera                             | + 0"       |
| 8. | Cesar Sanabria   | Wenezuela |                                          | + 0"       |
| 9. | Yurgen Ramírez   | Wenezuela | Venezuela País de Futuro-Fina Arroz      | + 0"       |
| 10. | José Castillo    | Wenezuela |                                          | + 0"       |

| \| Klasyfikacja generalna \| Klasyfikacja generalna \| Klasyfikacja generalna \| Klasyfikacja generalna \| Klasyfikacja generalna \| \| Kolarz \| Kolarz \| Państwo \| Drużyna \| Czas \| \| ---------------------- \| ---------------------- \| ---------------------- \| ---------------------------------------- \| ---------------------- \| \| 1. \| Luca Pacioni \| Włochy \| Androni Giocattoli-Sidermec \| 2h 58' 56" \| \| 2. \| Isaac Yaguaro \| Wenezuela \| Ciclo Corse \| + 2" \| \| 3. \| Yonathan Salinas \| Wenezuela \| Deportivo Táchira - Super Ahorro \| + 6" \| \| 4. \| Jackson Rodríguez \| Wenezuela \| Moy's - Grupo JHS \| + 9" \| \| 5. \| Miguel Ubeto \| Wenezuela \| Carène Cycling Développement \| + 10" \| \| 6. \| Leonel Quintero \| Wenezuela \| Matrix Powertag \| + 10" \| \| 7. \| Germán Rincón \| Wenezuela \| Triple Táchira - Hotel Venecia - Fer-Lab \| + 10" \| \| 8. \| Manuel Díaz \| Kolumbia \| Team Herrera \| + 10" \| \| 9. \| Cesar Sanabria \| Wenezuela \| \| + 10" \| \| 10. \| Yurgen Ramírez \| Wenezuela \| Venezuela País de Futuro-Fina Arroz \| + 10" \| |                   |           |                                          |            |
| |                   |           |                                          |            |
| |                   |           |                                          |            |
| Klasyfikacja generalna |                   |           |                                          |            |
| Kolarz | Kolarz            | Państwo   | Drużyna                                  | Czas       |
| 1. | Luca Pacioni      | Włochy    | Androni Giocattoli-Sidermec              | 2h 58' 56" |
| 2. | Isaac Yaguaro     | Wenezuela | Ciclo Corse                              | + 2"       |
| 3. | Yonathan Salinas  | Wenezuela | Deportivo Táchira - Super Ahorro         | + 6"       |
| 4. | Jackson Rodríguez | Wenezuela | Moy's - Grupo JHS                        | + 9"       |
| 5. | Miguel Ubeto      | Wenezuela | Carène Cycling Développement             | + 10"      |
| 6. | Leonel Quintero   | Wenezuela | Matrix Powertag                          | + 10"      |
| 7. | Germán Rincón     | Wenezuela | Triple Táchira - Hotel Venecia - Fer-Lab | + 10"      |
| 8. | Manuel Díaz       | Kolumbia  | Team Herrera                             | + 10"      |
| 9. | Cesar Sanabria    | Wenezuela |                                          | + 10"      |
| 10. | Yurgen Ramírez    | Wenezuela | Venezuela País de Futuro-Fina Arroz      | + 10"      |

### Etap 2
| \| Klasyfikacja etapu \| Klasyfikacja etapu \| Klasyfikacja etapu \| Klasyfikacja etapu \| Klasyfikacja etapu \| \| Kolarz \| Kolarz \| Państwo \| Drużyna \| Czas \| \| ------------------ \| ------------------- \| ------------------ \| ---------------------------------------- \| ------------------ \| \| 1. \| Ralph Monsalve \| Wenezuela \| Tianyoude Hotel Cycling Team \| 3h 48' 22" \| \| 2. \| Luca Pacioni \| Włochy \| Androni Giocattoli-Sidermec \| + 0" \| \| 3. \| Robert Sierra \| Wenezuela \| NR Osorio - MU Training \| + 0" \| \| 4. \| Miguel Ubeto \| Wenezuela \| Carène Cycling Développement \| + 0" \| \| 5. \| Nicola Venchiarutti \| Włochy \| Androni Giocattoli-Sidermec \| + 0" \| \| 6. \| Enderson Saez \| Wenezuela \| \| + 0" \| \| 7. \| Julio Herrera \| Wenezuela \| \| + 0" \| \| 8. \| Isaac Yaguaro \| Wenezuela \| Ciclo Corse \| + 0" \| \| 9. \| Germán Rincón \| Wenezuela \| Triple Táchira - Hotel Venecia - Fer-Lab \| + 0" \| \| 10. \| Franklin Chacón \| Wenezuela \| Gios Kiwi Atlántico \| + 0" \| |                     |           |                                          |            |
| |                     |           |                                          |            |
| |                     |           |                                          |            |
| Klasyfikacja etapu |                     |           |                                          |            |
| Kolarz | Kolarz              | Państwo   | Drużyna                                  | Czas       |
| 1. | Ralph Monsalve      | Wenezuela | Tianyoude Hotel Cycling Team             | 3h 48' 22" |
| 2. | Luca Pacioni        | Włochy    | Androni Giocattoli-Sidermec              | + 0"       |
| 3. | Robert Sierra       | Wenezuela | NR Osorio - MU Training                  | + 0"       |
| 4. | Miguel Ubeto        | Wenezuela | Carène Cycling Développement             | + 0"       |
| 5. | Nicola Venchiarutti | Włochy    | Androni Giocattoli-Sidermec              | + 0"       |
| 6. | Enderson Saez       | Wenezuela |                                          | + 0"       |
| 7. | Julio Herrera       | Wenezuela |                                          | + 0"       |
| 8. | Isaac Yaguaro       | Wenezuela | Ciclo Corse                              | + 0"       |
| 9. | Germán Rincón       | Wenezuela | Triple Táchira - Hotel Venecia - Fer-Lab | + 0"       |
| 10. | Franklin Chacón     | Wenezuela | Gios Kiwi Atlántico                      | + 0"       |

| \| Klasyfikacja generalna \| Klasyfikacja generalna \| Klasyfikacja generalna \| Klasyfikacja generalna \| Klasyfikacja generalna \| \| Kolarz \| Kolarz \| Państwo \| Drużyna \| Czas \| \| ---------------------- \| ---------------------- \| ---------------------- \| -------------------------------- \| ---------------------- \| \| 1. \| Luca Pacioni \| Włochy \| Androni Giocattoli-Sidermec \| 6h 47' 12" \| \| 2. \| Ralph Monsalve \| Wenezuela \| Tianyoude Hotel Cycling Team \| + 6" \| \| 3. \| Isaac Yaguaro \| Wenezuela \| Ciclo Corse \| + 8" \| \| 4. \| Yonathan Salinas \| Wenezuela \| Deportivo Táchira - Super Ahorro \| + 12" \| \| 5. \| Robert Sierra \| Wenezuela \| NR Osorio - MU Training \| + 12" \| \| 6. \| Roniel Campos \| Wenezuela \| Deportivo Táchira - Super Ahorro \| + 13" \| \| 7. \| Jesús Villegas \| Wenezuela \| Gobierno de Miranda-Trek \| + 13" \| \| 8. \| Jhonny Araujo \| Wenezuela \| NR Osorio - MU Training \| + 14" \| \| 9. \| John Nava \| Wenezuela \| Lotería del Táchira - Concafé \| + 14" \| \| 10. \| Cesar Sanabria \| Wenezuela \| \| + 15" \| |                  |           |                                  |            |
| |                  |           |                                  |            |
| |                  |           |                                  |            |
| Klasyfikacja generalna |                  |           |                                  |            |
| Kolarz | Kolarz           | Państwo   | Drużyna                          | Czas       |
| 1. | Luca Pacioni     | Włochy    | Androni Giocattoli-Sidermec      | 6h 47' 12" |
| 2. | Ralph Monsalve   | Wenezuela | Tianyoude Hotel Cycling Team     | + 6"       |
| 3. | Isaac Yaguaro    | Wenezuela | Ciclo Corse                      | + 8"       |
| 4. | Yonathan Salinas | Wenezuela | Deportivo Táchira - Super Ahorro | + 12"      |
| 5. | Robert Sierra    | Wenezuela | NR Osorio - MU Training          | + 12"      |
| 6. | Roniel Campos    | Wenezuela | Deportivo Táchira - Super Ahorro | + 13"      |
| 7. | Jesús Villegas   | Wenezuela | Gobierno de Miranda-Trek         | + 13"      |
| 8. | Jhonny Araujo    | Wenezuela | NR Osorio - MU Training          | + 14"      |
| 9. | John Nava        | Wenezuela | Lotería del Táchira - Concafé    | + 14"      |
| 10. | Cesar Sanabria   | Wenezuela |                                  | + 15"      |

### Etap 3
| \| Klasyfikacja etapu \| Klasyfikacja etapu \| Klasyfikacja etapu \| Klasyfikacja etapu \| Klasyfikacja etapu \| \| Kolarz \| Kolarz \| Państwo \| Drużyna \| Czas \| \| ------------------ \| ------------------ \| ------------------ \| -------------------------------- \| ------------------ \| \| 1. \| Jhonatan Restrepo \| Kolumbia \| Androni Giocattoli-Sidermec \| 3h 28' 57" \| \| 2. \| Yonathan Salinas \| Wenezuela \| Deportivo Táchira - Super Ahorro \| + 0" \| \| 3. \| Roniel Campos \| Wenezuela \| Deportivo Táchira - Super Ahorro \| + 0" \| \| 4. \| Kevin Rivera \| Kostaryka \| Androni Giocattoli-Sidermec \| + 0" \| \| 5. \| Leonel Quintero \| Wenezuela \| Matrix Powertag \| + 37" \| \| 6. \| Jackson Rodríguez \| Wenezuela \| Moy's - Grupo JHS \| + 37" \| \| 7. \| Isaac Yaguaro \| Wenezuela \| Ciclo Corse \| + 37" \| \| 8. \| Franklin Chacón \| Wenezuela \| Gios Kiwi Atlántico \| + 1' 19" \| \| 9. \| Luca Pacioni \| Włochy \| Androni Giocattoli-Sidermec \| + 1' 41" \| \| 10. \| Ralph Monsalve \| Wenezuela \| Tianyoude Hotel Cycling Team \| + 1' 41" \| |                   |           |                                  |            |
| |                   |           |                                  |            |
| |                   |           |                                  |            |
| Klasyfikacja etapu |                   |           |                                  |            |
| Kolarz | Kolarz            | Państwo   | Drużyna                          | Czas       |
| 1. | Jhonatan Restrepo | Kolumbia  | Androni Giocattoli-Sidermec      | 3h 28' 57" |
| 2. | Yonathan Salinas  | Wenezuela | Deportivo Táchira - Super Ahorro | + 0"       |
| 3. | Roniel Campos     | Wenezuela | Deportivo Táchira - Super Ahorro | + 0"       |
| 4. | Kevin Rivera      | Kostaryka | Androni Giocattoli-Sidermec      | + 0"       |
| 5. | Leonel Quintero   | Wenezuela | Matrix Powertag                  | + 37"      |
| 6. | Jackson Rodríguez | Wenezuela | Moy's - Grupo JHS                | + 37"      |
| 7. | Isaac Yaguaro     | Wenezuela | Ciclo Corse                      | + 37"      |
| 8. | Franklin Chacón   | Wenezuela | Gios Kiwi Atlántico              | + 1' 19"   |
| 9. | Luca Pacioni      | Włochy    | Androni Giocattoli-Sidermec      | + 1' 41"   |
| 10. | Ralph Monsalve    | Wenezuela | Tianyoude Hotel Cycling Team     | + 1' 41"   |

| \| Klasyfikacja generalna \| Klasyfikacja generalna \| Klasyfikacja generalna \| Klasyfikacja generalna \| Klasyfikacja generalna \| \| Kolarz \| Kolarz \| Państwo \| Drużyna \| Czas \| \| ---------------------- \| ---------------------- \| ---------------------- \| -------------------------------- \| ---------------------- \| \| 1. \| Yonathan Salinas \| Wenezuela \| Deportivo Táchira - Super Ahorro \| 10h 16' 15" \| \| 2. \| Jhonatan Restrepo \| Kolumbia \| Androni Giocattoli-Sidermec \| + 0" \| \| 3. \| Roniel Campos \| Wenezuela \| Deportivo Táchira - Super Ahorro \| + 3" \| \| 4. \| Kevin Rivera \| Kostaryka \| Androni Giocattoli-Sidermec \| + 10" \| \| 5. \| Isaac Yaguaro \| Wenezuela \| Ciclo Corse \| + 34" \| \| 6. \| Jackson Rodríguez \| Wenezuela \| Moy's - Grupo JHS \| + 43" \| \| 7. \| Leonel Quintero \| Wenezuela \| Matrix Powertag \| + 1' 24" \| \| 8. \| Franklin Chacón \| Wenezuela \| Gios Kiwi Atlántico \| + 1' 29" \| \| 9. \| Luca Pacioni \| Włochy \| Androni Giocattoli-Sidermec \| + 1' 35" \| \| 10. \| Ralph Monsalve \| Wenezuela \| Tianyoude Hotel Cycling Team \| + 1' 41" \| |                   |           |                                  |             |
| |                   |           |                                  |             |
| |                   |           |                                  |             |
| Klasyfikacja generalna |                   |           |                                  |             |
| Kolarz | Kolarz            | Państwo   | Drużyna                          | Czas        |
| 1. | Yonathan Salinas  | Wenezuela | Deportivo Táchira - Super Ahorro | 10h 16' 15" |
| 2. | Jhonatan Restrepo | Kolumbia  | Androni Giocattoli-Sidermec      | + 0"        |
| 3. | Roniel Campos     | Wenezuela | Deportivo Táchira - Super Ahorro | + 3"        |
| 4. | Kevin Rivera      | Kostaryka | Androni Giocattoli-Sidermec      | + 10"       |
| 5. | Isaac Yaguaro     | Wenezuela | Ciclo Corse                      | + 34"       |
| 6. | Jackson Rodríguez | Wenezuela | Moy's - Grupo JHS                | + 43"       |
| 7. | Leonel Quintero   | Wenezuela | Matrix Powertag                  | + 1' 24"    |
| 8. | Franklin Chacón   | Wenezuela | Gios Kiwi Atlántico              | + 1' 29"    |
| 9. | Luca Pacioni      | Włochy    | Androni Giocattoli-Sidermec      | + 1' 35"    |
| 10. | Ralph Monsalve    | Wenezuela | Tianyoude Hotel Cycling Team     | + 1' 41"    |

### Etap 4
| \| Klasyfikacja etapu \| Klasyfikacja etapu \| Klasyfikacja etapu \| Klasyfikacja etapu \| Klasyfikacja etapu \| \| Kolarz \| Kolarz \| Państwo \| Drużyna \| Czas \| \| ------------------ \| ------------------------ \| ------------------ \| ----------------------------------- \| ------------------ \| \| 1. \| Leonel Quintero \| Wenezuela \| Matrix Powertag \| 3h 51' 16" \| \| 2. \| Kevin Rivera \| Kostaryka \| Androni Giocattoli-Sidermec \| + 10" \| \| 3. \| Yonathan Salinas \| Wenezuela \| Deportivo Táchira - Super Ahorro \| + 12" \| \| 4. \| Yurgen Ramírez \| Wenezuela \| Venezuela País de Futuro-Fina Arroz \| + 24" \| \| 5. \| Roniel Campos \| Wenezuela \| Deportivo Táchira - Super Ahorro \| + 28" \| \| 6. \| Jefferson Alveiro Cepeda \| Ekwador \| Caja Rural-Seguros RGA \| + 30" \| \| 7. \| Juan José Ruiz \| Wenezuela \| Deportivo Táchira - Super Ahorro \| + 34" \| \| 8. \| Jimmy Briceño \| Wenezuela \| Lotería del Táchira - Concafé \| + 36" \| \| 9. \| Jonathan Camargo \| Wenezuela \| Lotería del Táchira - Concafé \| + 41" \| \| 10. \| Cristian Cubides \| Kolumbia \| Team Herrera \| + 1' 08" \| |                          |           |                                     |            |
| |                          |           |                                     |            |
| |                          |           |                                     |            |
| Klasyfikacja etapu |                          |           |                                     |            |
| Kolarz | Kolarz                   | Państwo   | Drużyna                             | Czas       |
| 1. | Leonel Quintero          | Wenezuela | Matrix Powertag                     | 3h 51' 16" |
| 2. | Kevin Rivera             | Kostaryka | Androni Giocattoli-Sidermec         | + 10"      |
| 3. | Yonathan Salinas         | Wenezuela | Deportivo Táchira - Super Ahorro    | + 12"      |
| 4. | Yurgen Ramírez           | Wenezuela | Venezuela País de Futuro-Fina Arroz | + 24"      |
| 5. | Roniel Campos            | Wenezuela | Deportivo Táchira - Super Ahorro    | + 28"      |
| 6. | Jefferson Alveiro Cepeda | Ekwador   | Caja Rural-Seguros RGA              | + 30"      |
| 7. | Juan José Ruiz           | Wenezuela | Deportivo Táchira - Super Ahorro    | + 34"      |
| 8. | Jimmy Briceño            | Wenezuela | Lotería del Táchira - Concafé       | + 36"      |
| 9. | Jonathan Camargo         | Wenezuela | Lotería del Táchira - Concafé       | + 41"      |
| 10. | Cristian Cubides         | Kolumbia  | Team Herrera                        | + 1' 08"   |

| \| Klasyfikacja generalna \| Klasyfikacja generalna \| Klasyfikacja generalna \| Klasyfikacja generalna \| Klasyfikacja generalna \| \| Kolarz \| Kolarz \| Państwo \| Drużyna \| Czas \| \| ---------------------- \| ------------------------ \| ---------------------- \| ----------------------------------- \| ---------------------- \| \| 1. \| Yonathan Salinas \| Wenezuela \| Deportivo Táchira - Super Ahorro \| 14h 07' 39" \| \| 2. \| Kevin Rivera \| Kostaryka \| Androni Giocattoli-Sidermec \| + 6" \| \| 3. \| Roniel Campos \| Wenezuela \| Deportivo Táchira - Super Ahorro \| + 23" \| \| 4. \| Leonel Quintero \| Wenezuela \| Matrix Powertag \| + 1' 06" \| \| 5. \| Yurgen Ramírez \| Wenezuela \| Venezuela País de Futuro-Fina Arroz \| + 2' 07" \| \| 6. \| Jefferson Alveiro Cepeda \| Ekwador \| Caja Rural-Seguros RGA \| + 2' 13" \| \| 7. \| Juan José Ruiz \| Wenezuela \| Deportivo Táchira - Super Ahorro \| + 2' 17" \| \| 8. \| Jimmy Briceño \| Wenezuela \| Lotería del Táchira - Concafé \| + 2' 19" \| \| 9. \| Jonathan Camargo \| Wenezuela \| Lotería del Táchira - Concafé \| + 2' 24" \| \| 10. \| Cristian Cubides \| Kolumbia \| Team Herrera \| + 2' 51" \| |                          |           |                                     |             |
| |                          |           |                                     |             |
| |                          |           |                                     |             |
| Klasyfikacja generalna |                          |           |                                     |             |
| Kolarz | Kolarz                   | Państwo   | Drużyna                             | Czas        |
| 1. | Yonathan Salinas         | Wenezuela | Deportivo Táchira - Super Ahorro    | 14h 07' 39" |
| 2. | Kevin Rivera             | Kostaryka | Androni Giocattoli-Sidermec         | + 6"        |
| 3. | Roniel Campos            | Wenezuela | Deportivo Táchira - Super Ahorro    | + 23"       |
| 4. | Leonel Quintero          | Wenezuela | Matrix Powertag                     | + 1' 06"    |
| 5. | Yurgen Ramírez           | Wenezuela | Venezuela País de Futuro-Fina Arroz | + 2' 07"    |
| 6. | Jefferson Alveiro Cepeda | Ekwador   | Caja Rural-Seguros RGA              | + 2' 13"    |
| 7. | Juan José Ruiz           | Wenezuela | Deportivo Táchira - Super Ahorro    | + 2' 17"    |
| 8. | Jimmy Briceño            | Wenezuela | Lotería del Táchira - Concafé       | + 2' 19"    |
| 9. | Jonathan Camargo         | Wenezuela | Lotería del Táchira - Concafé       | + 2' 24"    |
| 10. | Cristian Cubides         | Kolumbia  | Team Herrera                        | + 2' 51"    |

### Etap 5
| \| Klasyfikacja etapu \| Klasyfikacja etapu \| Klasyfikacja etapu \| Klasyfikacja etapu \| Klasyfikacja etapu \| \| Kolarz \| Kolarz \| Państwo \| Drużyna \| Czas \| \| ------------------ \| ------------------------ \| ------------------ \| -------------------------------- \| ------------------ \| \| 1. \| Jhonatan Restrepo \| Kolumbia \| Androni Giocattoli-Sidermec \| 3h 00' 00" \| \| 2. \| Jonathan Camargo \| Wenezuela \| Lotería del Táchira - Concafé \| + 0" \| \| 3. \| Daniel Muñoz \| Kolumbia \| Androni Giocattoli-Sidermec \| + 0" \| \| 4. \| Carlos Gálviz \| Wenezuela \| Deportivo Táchira - Super Ahorro \| + 0" \| \| 5. \| Juan José Ruiz \| Wenezuela \| Deportivo Táchira - Super Ahorro \| + 0" \| \| 6. \| Jefferson Alveiro Cepeda \| Ekwador \| Caja Rural-Seguros RGA \| + 1' 18" \| \| 7. \| Jimmy Briceño \| Wenezuela \| Lotería del Táchira - Concafé \| + 1' 18" \| \| 8. \| Jorge Abreu \| Wenezuela \| Lotería del Táchira - Concafé \| + 1' 36" \| \| 9. \| Leonel Quintero \| Wenezuela \| Matrix Powertag \| + 1' 42" \| \| 10. \| Roniel Campos \| Wenezuela \| Deportivo Táchira - Super Ahorro \| + 1' 42" \| |                          |           |                                  |            |
| |                          |           |                                  |            |
| |                          |           |                                  |            |
| Klasyfikacja etapu |                          |           |                                  |            |
| Kolarz | Kolarz                   | Państwo   | Drużyna                          | Czas       |
| 1. | Jhonatan Restrepo        | Kolumbia  | Androni Giocattoli-Sidermec      | 3h 00' 00" |
| 2. | Jonathan Camargo         | Wenezuela | Lotería del Táchira - Concafé    | + 0"       |
| 3. | Daniel Muñoz             | Kolumbia  | Androni Giocattoli-Sidermec      | + 0"       |
| 4. | Carlos Gálviz            | Wenezuela | Deportivo Táchira - Super Ahorro | + 0"       |
| 5. | Juan José Ruiz           | Wenezuela | Deportivo Táchira - Super Ahorro | + 0"       |
| 6. | Jefferson Alveiro Cepeda | Ekwador   | Caja Rural-Seguros RGA           | + 1' 18"   |
| 7. | Jimmy Briceño            | Wenezuela | Lotería del Táchira - Concafé    | + 1' 18"   |
| 8. | Jorge Abreu              | Wenezuela | Lotería del Táchira - Concafé    | + 1' 36"   |
| 9. | Leonel Quintero          | Wenezuela | Matrix Powertag                  | + 1' 42"   |
| 10. | Roniel Campos            | Wenezuela | Deportivo Táchira - Super Ahorro | + 1' 42"   |

| \| Klasyfikacja generalna \| Klasyfikacja generalna \| Klasyfikacja generalna \| Klasyfikacja generalna \| Klasyfikacja generalna \| \| Kolarz \| Kolarz \| Państwo \| Drużyna \| Czas \| \| ---------------------- \| ------------------------ \| ---------------------- \| -------------------------------- \| ---------------------- \| \| 1. \| Roniel Campos \| Wenezuela \| Deportivo Táchira - Super Ahorro \| 17h 09' 43" \| \| 2. \| Jonathan Camargo \| Wenezuela \| Lotería del Táchira - Concafé \| + 12" \| \| 3. \| Juan José Ruiz \| Wenezuela \| Deportivo Táchira - Super Ahorro \| + 13" \| \| 4. \| Leonel Quintero \| Wenezuela \| Matrix Powertag \| + 44" \| \| 5. \| Jefferson Alveiro Cepeda \| Ekwador \| Caja Rural-Seguros RGA \| + 1' 27" \| \| 6. \| Jimmy Briceño \| Wenezuela \| Lotería del Táchira - Concafé \| + 1' 33" \| \| 7. \| Carlos Gálviz \| Wenezuela \| Deportivo Táchira - Super Ahorro \| + 1' 53" \| \| 8. \| Yonathan Salinas \| Wenezuela \| Deportivo Táchira - Super Ahorro \| + 2' 20" \| \| 9. \| Jorge Abreu \| Wenezuela \| Lotería del Táchira - Concafé \| + 2' 25" \| \| 10. \| Kevin Rivera \| Kostaryka \| Androni Giocattoli-Sidermec \| + 2' 26" \| |                          |           |                                  |             |
| |                          |           |                                  |             |
| |                          |           |                                  |             |
| Klasyfikacja generalna |                          |           |                                  |             |
| Kolarz | Kolarz                   | Państwo   | Drużyna                          | Czas        |
| 1. | Roniel Campos            | Wenezuela | Deportivo Táchira - Super Ahorro | 17h 09' 43" |
| 2. | Jonathan Camargo         | Wenezuela | Lotería del Táchira - Concafé    | + 12"       |
| 3. | Juan José Ruiz           | Wenezuela | Deportivo Táchira - Super Ahorro | + 13"       |
| 4. | Leonel Quintero          | Wenezuela | Matrix Powertag                  | + 44"       |
| 5. | Jefferson Alveiro Cepeda | Ekwador   | Caja Rural-Seguros RGA           | + 1' 27"    |
| 6. | Jimmy Briceño            | Wenezuela | Lotería del Táchira - Concafé    | + 1' 33"    |
| 7. | Carlos Gálviz            | Wenezuela | Deportivo Táchira - Super Ahorro | + 1' 53"    |
| 8. | Yonathan Salinas         | Wenezuela | Deportivo Táchira - Super Ahorro | + 2' 20"    |
| 9. | Jorge Abreu              | Wenezuela | Lotería del Táchira - Concafé    | + 2' 25"    |
| 10. | Kevin Rivera             | Kostaryka | Androni Giocattoli-Sidermec      | + 2' 26"    |

### Etap 6
| \| Klasyfikacja etapu \| Klasyfikacja etapu \| Klasyfikacja etapu \| Klasyfikacja etapu \| Klasyfikacja etapu \| \| Kolarz \| Kolarz \| Państwo \| Drużyna \| Czas \| \| ------------------ \| ------------------------ \| ------------------ \| ----------------------------------- \| ------------------ \| \| 1. \| Kevin Rivera \| Kostaryka \| Androni Giocattoli-Sidermec \| 26' 19" \| \| 2. \| Carlos Gálviz \| Wenezuela \| Deportivo Táchira - Super Ahorro \| + 13" \| \| 3. \| Jefferson Alveiro Cepeda \| Ekwador \| Caja Rural-Seguros RGA \| + 16" \| \| 4. \| Jhonatan Restrepo \| Kolumbia \| Androni Giocattoli-Sidermec \| + 17" \| \| 5. \| Jimmy Briceño \| Wenezuela \| Lotería del Táchira - Concafé \| + 17" \| \| 6. \| Juan José Ruiz \| Wenezuela \| Deportivo Táchira - Super Ahorro \| + 38" \| \| 7. \| Roniel Campos \| Wenezuela \| Deportivo Táchira - Super Ahorro \| + 49" \| \| 8. \| Yonathan Salinas \| Wenezuela \| Deportivo Táchira - Super Ahorro \| + 53" \| \| 9. \| Daniel Muñoz \| Kolumbia \| Androni Giocattoli-Sidermec \| + 55" \| \| 10. \| Yurgen Ramírez \| Wenezuela \| Venezuela País de Futuro-Fina Arroz \| + 1' 01" \| |                          |           |                                     |          |
| |                          |           |                                     |          |
| |                          |           |                                     |          |
| Klasyfikacja etapu |                          |           |                                     |          |
| Kolarz | Kolarz                   | Państwo   | Drużyna                             | Czas     |
| 1. | Kevin Rivera             | Kostaryka | Androni Giocattoli-Sidermec         | 26' 19"  |
| 2. | Carlos Gálviz            | Wenezuela | Deportivo Táchira - Super Ahorro    | + 13"    |
| 3. | Jefferson Alveiro Cepeda | Ekwador   | Caja Rural-Seguros RGA              | + 16"    |
| 4. | Jhonatan Restrepo        | Kolumbia  | Androni Giocattoli-Sidermec         | + 17"    |
| 5. | Jimmy Briceño            | Wenezuela | Lotería del Táchira - Concafé       | + 17"    |
| 6. | Juan José Ruiz           | Wenezuela | Deportivo Táchira - Super Ahorro    | + 38"    |
| 7. | Roniel Campos            | Wenezuela | Deportivo Táchira - Super Ahorro    | + 49"    |
| 8. | Yonathan Salinas         | Wenezuela | Deportivo Táchira - Super Ahorro    | + 53"    |
| 9. | Daniel Muñoz             | Kolumbia  | Androni Giocattoli-Sidermec         | + 55"    |
| 10. | Yurgen Ramírez           | Wenezuela | Venezuela País de Futuro-Fina Arroz | + 1' 01" |

| \| Klasyfikacja generalna \| Klasyfikacja generalna \| Klasyfikacja generalna \| Klasyfikacja generalna \| Klasyfikacja generalna \| \| Kolarz \| Kolarz \| Państwo \| Drużyna \| Czas \| \| ---------------------- \| ------------------------ \| ---------------------- \| -------------------------------- \| ---------------------- \| \| 1. \| Roniel Campos \| Wenezuela \| Deportivo Táchira - Super Ahorro \| 17h 36' 51" \| \| 2. \| Juan José Ruiz \| Wenezuela \| Deportivo Táchira - Super Ahorro \| + 2" \| \| 3. \| Jefferson Alveiro Cepeda \| Ekwador \| Caja Rural-Seguros RGA \| + 54" \| \| 4. \| Jimmy Briceño \| Wenezuela \| Lotería del Táchira - Concafé \| + 1' 01" \| \| 5. \| Leonel Quintero \| Wenezuela \| Matrix Powertag \| + 1' 03" \| \| 6. \| Carlos Gálviz \| Wenezuela \| Deportivo Táchira - Super Ahorro \| + 1' 17" \| \| 7. \| Jonathan Camargo \| Wenezuela \| Lotería del Táchira - Concafé \| + 1' 19" \| \| 8. \| Kevin Rivera \| Kostaryka \| Androni Giocattoli-Sidermec \| + 1' 37" \| \| 9. \| Yonathan Salinas \| Wenezuela \| Deportivo Táchira - Super Ahorro \| + 2' 24" \| \| 10. \| Daniel Muñoz \| Kolumbia \| Androni Giocattoli-Sidermec \| + 2' 41" \| |                          |           |                                  |             |
| |                          |           |                                  |             |
| |                          |           |                                  |             |
| Klasyfikacja generalna |                          |           |                                  |             |
| Kolarz | Kolarz                   | Państwo   | Drużyna                          | Czas        |
| 1. | Roniel Campos            | Wenezuela | Deportivo Táchira - Super Ahorro | 17h 36' 51" |
| 2. | Juan José Ruiz           | Wenezuela | Deportivo Táchira - Super Ahorro | + 2"        |
| 3. | Jefferson Alveiro Cepeda | Ekwador   | Caja Rural-Seguros RGA           | + 54"       |
| 4. | Jimmy Briceño            | Wenezuela | Lotería del Táchira - Concafé    | + 1' 01"    |
| 5. | Leonel Quintero          | Wenezuela | Matrix Powertag                  | + 1' 03"    |
| 6. | Carlos Gálviz            | Wenezuela | Deportivo Táchira - Super Ahorro | + 1' 17"    |
| 7. | Jonathan Camargo         | Wenezuela | Lotería del Táchira - Concafé    | + 1' 19"    |
| 8. | Kevin Rivera             | Kostaryka | Androni Giocattoli-Sidermec      | + 1' 37"    |
| 9. | Yonathan Salinas         | Wenezuela | Deportivo Táchira - Super Ahorro | + 2' 24"    |
| 10. | Daniel Muñoz             | Kolumbia  | Androni Giocattoli-Sidermec      | + 2' 41"    |

### Etap 7
| \| Klasyfikacja etapu \| Klasyfikacja etapu \| Klasyfikacja etapu \| Klasyfikacja etapu \| Klasyfikacja etapu \| \| Kolarz \| Kolarz \| Państwo \| Drużyna \| Czas \| \| ------------------ \| ------------------ \| ------------------ \| ----------------------------------- \| ------------------ \| \| 1. \| Kevin Rivera \| Kostaryka \| Androni Giocattoli-Sidermec \| 3h 17' 06" \| \| 2. \| Roniel Campos \| Wenezuela \| Deportivo Táchira - Super Ahorro \| + 38" \| \| 3. \| Juan José Ruiz \| Wenezuela \| Deportivo Táchira - Super Ahorro \| + 43" \| \| 4. \| Yonathan Salinas \| Wenezuela \| Deportivo Táchira - Super Ahorro \| + 1' 11" \| \| 5. \| Jorge Abreu \| Wenezuela \| Lotería del Táchira - Concafé \| + 1' 23" \| \| 6. \| Jonathan Camargo \| Wenezuela \| Lotería del Táchira - Concafé \| + 2' 56" \| \| 7. \| Jimmy Briceño \| Wenezuela \| Lotería del Táchira - Concafé \| + 2' 56" \| \| 8. \| Leonel Quintero \| Wenezuela \| Matrix Powertag \| + 3' 30" \| \| 9. \| Yurgen Ramírez \| Wenezuela \| Venezuela País de Futuro-Fina Arroz \| + 3' 32" \| \| 10. \| Nelson Camargo \| Wenezuela \| Moy's - Grupo JHS \| + 4' 52" \| |                  |           |                                     |            |
| |                  |           |                                     |            |
| |                  |           |                                     |            |
| Klasyfikacja etapu |                  |           |                                     |            |
| Kolarz | Kolarz           | Państwo   | Drużyna                             | Czas       |
| 1. | Kevin Rivera     | Kostaryka | Androni Giocattoli-Sidermec         | 3h 17' 06" |
| 2. | Roniel Campos    | Wenezuela | Deportivo Táchira - Super Ahorro    | + 38"      |
| 3. | Juan José Ruiz   | Wenezuela | Deportivo Táchira - Super Ahorro    | + 43"      |
| 4. | Yonathan Salinas | Wenezuela | Deportivo Táchira - Super Ahorro    | + 1' 11"   |
| 5. | Jorge Abreu      | Wenezuela | Lotería del Táchira - Concafé       | + 1' 23"   |
| 6. | Jonathan Camargo | Wenezuela | Lotería del Táchira - Concafé       | + 2' 56"   |
| 7. | Jimmy Briceño    | Wenezuela | Lotería del Táchira - Concafé       | + 2' 56"   |
| 8. | Leonel Quintero  | Wenezuela | Matrix Powertag                     | + 3' 30"   |
| 9. | Yurgen Ramírez   | Wenezuela | Venezuela País de Futuro-Fina Arroz | + 3' 32"   |
| 10. | Nelson Camargo   | Wenezuela | Moy's - Grupo JHS                   | + 4' 52"   |

| \| Klasyfikacja generalna \| Klasyfikacja generalna \| Klasyfikacja generalna \| Klasyfikacja generalna \| Klasyfikacja generalna \| \| Kolarz \| Kolarz \| Państwo \| Drużyna \| Czas \| \| ---------------------- \| ---------------------- \| ---------------------- \| ----------------------------------- \| ---------------------- \| \| 1. \| Roniel Campos \| Wenezuela \| Deportivo Táchira - Super Ahorro \| 20h 54' 29" \| \| 2. \| Juan José Ruiz \| Wenezuela \| Deportivo Táchira - Super Ahorro \| + 9" \| \| 3. \| Kevin Rivera \| Kostaryka \| Androni Giocattoli-Sidermec \| + 55" \| \| 4. \| Yonathan Salinas \| Wenezuela \| Deportivo Táchira - Super Ahorro \| + 3' 03" \| \| 5. \| Jimmy Briceño \| Wenezuela \| Lotería del Táchira - Concafé \| + 3' 25" \| \| 6. \| Jonathan Camargo \| Wenezuela \| Lotería del Táchira - Concafé \| + 3' 43" \| \| 7. \| Jorge Abreu \| Wenezuela \| Lotería del Táchira - Concafé \| + 3' 46" \| \| 8. \| Leonel Quintero \| Wenezuela \| Matrix Powertag \| + 4' 01" \| \| 9. \| Yurgen Ramírez \| Wenezuela \| Venezuela País de Futuro-Fina Arroz \| + 6' 12" \| \| 10. \| Carlos Gálviz \| Wenezuela \| Deportivo Táchira - Super Ahorro \| + 6' 14" \| |                  |           |                                     |             |
| |                  |           |                                     |             |
| |                  |           |                                     |             |
| Klasyfikacja generalna |                  |           |                                     |             |
| Kolarz | Kolarz           | Państwo   | Drużyna                             | Czas        |
| 1. | Roniel Campos    | Wenezuela | Deportivo Táchira - Super Ahorro    | 20h 54' 29" |
| 2. | Juan José Ruiz   | Wenezuela | Deportivo Táchira - Super Ahorro    | + 9"        |
| 3. | Kevin Rivera     | Kostaryka | Androni Giocattoli-Sidermec         | + 55"       |
| 4. | Yonathan Salinas | Wenezuela | Deportivo Táchira - Super Ahorro    | + 3' 03"    |
| 5. | Jimmy Briceño    | Wenezuela | Lotería del Táchira - Concafé       | + 3' 25"    |
| 6. | Jonathan Camargo | Wenezuela | Lotería del Táchira - Concafé       | + 3' 43"    |
| 7. | Jorge Abreu      | Wenezuela | Lotería del Táchira - Concafé       | + 3' 46"    |
| 8. | Leonel Quintero  | Wenezuela | Matrix Powertag                     | + 4' 01"    |
| 9. | Yurgen Ramírez   | Wenezuela | Venezuela País de Futuro-Fina Arroz | + 6' 12"    |
| 10. | Carlos Gálviz    | Wenezuela | Deportivo Táchira - Super Ahorro    | + 6' 14"    |

### Etap 8
| \| Klasyfikacja etapu \| Klasyfikacja etapu \| Klasyfikacja etapu \| Klasyfikacja etapu \| Klasyfikacja etapu \| \| Kolarz \| Kolarz \| Państwo \| Drużyna \| Czas \| \| ------------------ \| ------------------ \| ------------------ \| ---------------------------------------- \| ------------------ \| \| 1. \| Leonel Quintero \| Wenezuela \| Matrix Powertag \| 2h 58' 39" \| \| 2. \| Jhonatan Restrepo \| Kolumbia \| Androni Giocattoli-Sidermec \| + 0" \| \| 3. \| Germán Rincón \| Wenezuela \| Triple Táchira - Hotel Venecia - Fer-Lab \| + 4" \| \| 4. \| Francisco Peñuela \| Wenezuela \| \| + 4" \| \| 5. \| Isaac Yaguaro \| Wenezuela \| Ciclo Corse \| + 4" \| \| 6. \| Kevin Rivera \| Kostaryka \| Androni Giocattoli-Sidermec \| + 4" \| \| 7. \| Juan José Ruiz \| Wenezuela \| Deportivo Táchira - Super Ahorro \| + 4" \| \| 8. \| Roniel Campos \| Wenezuela \| Deportivo Táchira - Super Ahorro \| + 4" \| \| 9. \| Jonathan Camargo \| Wenezuela \| Lotería del Táchira - Concafé \| + 8" \| \| 10. \| Yurgen Ramírez \| Wenezuela \| Venezuela País de Futuro-Fina Arroz \| + 12" \| |                   |           |                                          |            |
| |                   |           |                                          |            |
| |                   |           |                                          |            |
| Klasyfikacja etapu |                   |           |                                          |            |
| Kolarz | Kolarz            | Państwo   | Drużyna                                  | Czas       |
| 1. | Leonel Quintero   | Wenezuela | Matrix Powertag                          | 2h 58' 39" |
| 2. | Jhonatan Restrepo | Kolumbia  | Androni Giocattoli-Sidermec              | + 0"       |
| 3. | Germán Rincón     | Wenezuela | Triple Táchira - Hotel Venecia - Fer-Lab | + 4"       |
| 4. | Francisco Peñuela | Wenezuela |                                          | + 4"       |
| 5. | Isaac Yaguaro     | Wenezuela | Ciclo Corse                              | + 4"       |
| 6. | Kevin Rivera      | Kostaryka | Androni Giocattoli-Sidermec              | + 4"       |
| 7. | Juan José Ruiz    | Wenezuela | Deportivo Táchira - Super Ahorro         | + 4"       |
| 8. | Roniel Campos     | Wenezuela | Deportivo Táchira - Super Ahorro         | + 4"       |
| 9. | Jonathan Camargo  | Wenezuela | Lotería del Táchira - Concafé            | + 8"       |
| 10. | Yurgen Ramírez    | Wenezuela | Venezuela País de Futuro-Fina Arroz      | + 12"      |

## Klasyfikacje

### Klasyfikacja generalna
| \| Klasyfikacja generalna \| Klasyfikacja generalna \| Klasyfikacja generalna \| Klasyfikacja generalna \| Klasyfikacja generalna \| \| Kolarz \| Kolarz \| Państwo \| Drużyna \| Czas \| \| ---------------------- \| ---------------------- \| ---------------------- \| ---------------------------------------- \| ---------------------- \| \| 1. \| Roniel Campos \| Wenezuela \| Deportivo Táchira - Super Ahorro \| 23h 53' 12" \| \| 2. \| Juan José Ruiz \| Wenezuela \| Deportivo Táchira - Super Ahorro \| + 9" \| \| 3. \| Kevin Rivera \| Kostaryka \| Androni Giocattoli-Sidermec \| + 55" \| \| 4. \| Yonathan Salinas \| Wenezuela \| Deportivo Táchira - Super Ahorro \| + 3' 11" \| \| 5. \| Jimmy Briceño \| Wenezuela \| Lotería del Táchira - Concafé \| + 3' 33" \| \| 6. \| Leonel Quintero \| Wenezuela \| Matrix Powertag \| + 3' 47" \| \| 7. \| Jonathan Camargo \| Wenezuela \| Lotería del Táchira - Concafé \| + 3' 47" \| \| 8. \| Jorge Abreu \| Wenezuela \| Lotería del Táchira - Concafé \| + 4' 31" \| \| 9. \| Yurgen Ramírez \| Wenezuela \| Venezuela País de Futuro-Fina Arroz \| + 6' 20" \| \| 10. \| Carlos Gálviz \| Wenezuela \| Deportivo Táchira - Super Ahorro \| + 6' 44" \| \| 11. \| Daniel Muñoz \| Kolumbia \| Androni Giocattoli-Sidermec \| + 7' 25" \| \| 12. \| Cristian Cubides \| Kolumbia \| Team Herrera \| + 11' 46" \| \| 13. \| John Nava \| Wenezuela \| Lotería del Táchira - Concafé \| + 13' 29" \| \| 14. \| Manuel Díaz \| Kolumbia \| Team Herrera \| + 14' 54" \| \| 15. \| Germán Rincón \| Wenezuela \| Triple Táchira - Hotel Venecia - Fer-Lab \| + 16' 16" \| |                  |           |                                          |             |
| |                  |           |                                          |             |
| Źródło: ProCyclingStats |                  |           |                                          |             |
| Klasyfikacja generalna |                  |           |                                          |             |
| Kolarz | Kolarz           | Państwo   | Drużyna                                  | Czas        |
| 1. | Roniel Campos    | Wenezuela | Deportivo Táchira - Super Ahorro         | 23h 53' 12" |
| 2. | Juan José Ruiz   | Wenezuela | Deportivo Táchira - Super Ahorro         | + 9"        |
| 3. | Kevin Rivera     | Kostaryka | Androni Giocattoli-Sidermec              | + 55"       |
| 4. | Yonathan Salinas | Wenezuela | Deportivo Táchira - Super Ahorro         | + 3' 11"    |
| 5. | Jimmy Briceño    | Wenezuela | Lotería del Táchira - Concafé            | + 3' 33"    |
| 6. | Leonel Quintero  | Wenezuela | Matrix Powertag                          | + 3' 47"    |
| 7. | Jonathan Camargo | Wenezuela | Lotería del Táchira - Concafé            | + 3' 47"    |
| 8. | Jorge Abreu      | Wenezuela | Lotería del Táchira - Concafé            | + 4' 31"    |
| 9. | Yurgen Ramírez   | Wenezuela | Venezuela País de Futuro-Fina Arroz      | + 6' 20"    |
| 10. | Carlos Gálviz    | Wenezuela | Deportivo Táchira - Super Ahorro         | + 6' 44"    |
| 11. | Daniel Muñoz     | Kolumbia  | Androni Giocattoli-Sidermec              | + 7' 25"    |
| 12. | Cristian Cubides | Kolumbia  | Team Herrera                             | + 11' 46"   |
| 13. | John Nava        | Wenezuela | Lotería del Táchira - Concafé            | + 13' 29"   |
| 14. | Manuel Díaz      | Kolumbia  | Team Herrera                             | + 14' 54"   |
| 15. | Germán Rincón    | Wenezuela | Triple Táchira - Hotel Venecia - Fer-Lab | + 16' 16"   |

| Klasyfikacja punktowa | Klasyfikacja punktowa | Klasyfikacja punktowa | Klasyfikacja punktowa            | Klasyfikacja punktowa |
| Kolarz                | Kolarz                | Państwo               | Drużyna                          | Punkty                |
| --------------------- | --------------------- | --------------------- | -------------------------------- | --------------------- |
| 1.                    | Leonel Quintero       | Wenezuela             | Matrix Powertag                  | 96 pkt                |
| 2.                    | Kevin Rivera          | Kostaryka             | Androni Giocattoli-Sidermec      | 94 pkt                |
| 3.                    | Isaac Yaguaro         | Wenezuela             | Ciclo Corse                      | 92 pkt                |
| 4.                    | Jhonatan Restrepo     | Kolumbia              | Androni Giocattoli-Sidermec      | 90 pkt                |
| 5.                    | Yonathan Salinas      | Wenezuela             | Deportivo Táchira - Super Ahorro | 78 pkt                |
| 6.                    | Roniel Campos         | Wenezuela             | Deportivo Táchira - Super Ahorro | 76 pkt                |
| 7.                    | Juan José Ruiz        | Wenezuela             | Deportivo Táchira - Super Ahorro | 56 pkt                |
| 8.                    | Luca Pacioni          | Włochy                | Androni Giocattoli-Sidermec      | 52 pkt                |
| 9.                    | Juan Diego Hoyos      | Kolumbia              | Gespron Fundación Valle          | 52 pkt                |
| 10.                   | Carlos Gálviz         | Wenezuela             | Deportivo Táchira - Super Ahorro | 48 pkt                |

| Klasyfikacja punktowa | Klasyfikacja punktowa | Klasyfikacja punktowa | Klasyfikacja punktowa            | Klasyfikacja punktowa |
| Kolarz                | Kolarz                | Państwo               | Drużyna                          | Punkty                |
| --------------------- | --------------------- | --------------------- | -------------------------------- | --------------------- |
| 1.                    | Leonel Quintero       | Wenezuela             | Matrix Powertag                  | 96 pkt                |
| 2.                    | Kevin Rivera          | Kostaryka             | Androni Giocattoli-Sidermec      | 94 pkt                |
| 3.                    | Isaac Yaguaro         | Wenezuela             | Ciclo Corse                      | 92 pkt                |
| 4.                    | Jhonatan Restrepo     | Kolumbia              | Androni Giocattoli-Sidermec      | 90 pkt                |
| 5.                    | Yonathan Salinas      | Wenezuela             | Deportivo Táchira - Super Ahorro | 78 pkt                |
| 6.                    | Roniel Campos         | Wenezuela             | Deportivo Táchira - Super Ahorro | 76 pkt                |
| 7.                    | Juan José Ruiz        | Wenezuela             | Deportivo Táchira - Super Ahorro | 56 pkt                |
| 8.                    | Luca Pacioni          | Włochy                | Androni Giocattoli-Sidermec      | 52 pkt                |
| 9.                    | Juan Diego Hoyos      | Kolumbia              | Gespron Fundación Valle          | 52 pkt                |
| 10.                   | Carlos Gálviz         | Wenezuela             | Deportivo Táchira - Super Ahorro | 48 pkt                |

| Klasyfikacja górska | Klasyfikacja górska | Klasyfikacja górska | Klasyfikacja górska                 | Klasyfikacja górska |
| Kolarz              | Kolarz              | Państwo             | Drużyna                             | Punkty              |
| ------------------- | ------------------- | ------------------- | ----------------------------------- | ------------------- |
| 1.                  | Kevin Rivera        | Kostaryka           | Androni Giocattoli-Sidermec         | 25 pkt              |
| 2.                  | Carlos Gálviz       | Wenezuela           | Deportivo Táchira - Super Ahorro    | 16 pkt              |
| 3.                  | Leonel Quintero     | Wenezuela           | Matrix Powertag                     | 10 pkt              |
| 4.                  | Yonathan Salinas    | Wenezuela           | Deportivo Táchira - Super Ahorro    | 10 pkt              |
| 5.                  | Juan José Ruiz      | Wenezuela           | Deportivo Táchira - Super Ahorro    | 9 pkt               |
| 6.                  | Jonathan Camargo    | Wenezuela           | Lotería del Táchira - Concafé       | 9 pkt               |
| 7.                  | Roniel Campos       | Wenezuela           | Deportivo Táchira - Super Ahorro    | 6 pkt               |
| 8.                  | Kevin Roa           | Wenezuela           | Gobierno de Trujillo                | 4 pkt               |
| 9.                  | Daniel Muñoz        | Kolumbia            | Androni Giocattoli-Sidermec         | 4 pkt               |
| 10.                 | Yurgen Ramírez      | Wenezuela           | Venezuela País de Futuro-Fina Arroz | 3 pkt               |

| Klasyfikacja górska | Klasyfikacja górska | Klasyfikacja górska | Klasyfikacja górska                 | Klasyfikacja górska |
| Kolarz              | Kolarz              | Państwo             | Drużyna                             | Punkty              |
| ------------------- | ------------------- | ------------------- | ----------------------------------- | ------------------- |
| 1.                  | Kevin Rivera        | Kostaryka           | Androni Giocattoli-Sidermec         | 25 pkt              |
| 2.                  | Carlos Gálviz       | Wenezuela           | Deportivo Táchira - Super Ahorro    | 16 pkt              |
| 3.                  | Leonel Quintero     | Wenezuela           | Matrix Powertag                     | 10 pkt              |
| 4.                  | Yonathan Salinas    | Wenezuela           | Deportivo Táchira - Super Ahorro    | 10 pkt              |
| 5.                  | Juan José Ruiz      | Wenezuela           | Deportivo Táchira - Super Ahorro    | 9 pkt               |
| 6.                  | Jonathan Camargo    | Wenezuela           | Lotería del Táchira - Concafé       | 9 pkt               |
| 7.                  | Roniel Campos       | Wenezuela           | Deportivo Táchira - Super Ahorro    | 6 pkt               |
| 8.                  | Kevin Roa           | Wenezuela           | Gobierno de Trujillo                | 4 pkt               |
| 9.                  | Daniel Muñoz        | Kolumbia            | Androni Giocattoli-Sidermec         | 4 pkt               |
| 10.                 | Yurgen Ramírez      | Wenezuela           | Venezuela País de Futuro-Fina Arroz | 3 pkt               |

| Klasyfikacja młodzieżowa | Klasyfikacja młodzieżowa | Klasyfikacja młodzieżowa | Klasyfikacja młodzieżowa                 | Klasyfikacja młodzieżowa |
| Kolarz                   | Kolarz                   | Państwo                  | Drużyna                                  | Czas                     |
| ------------------------ | ------------------------ | ------------------------ | ---------------------------------------- | ------------------------ |
| 1.                       | Kevin Rivera             | Kostaryka                | Androni Giocattoli-Sidermec              | 23h 54' 07"              |
| 2.                       | Yurgen Ramírez           | Wenezuela                | Venezuela País de Futuro-Fina Arroz      | + 5' 25"                 |
| 3.                       | Manuel Díaz              | Kolumbia                 | Team Herrera                             | + 13' 59"                |
| 4.                       | Germán Rincón            | Wenezuela                | Triple Táchira - Hotel Venecia - Fer-Lab | + 15' 21"                |
| 5.                       | Franklin Chacón          | Wenezuela                | Gios Kiwi Atlántico                      | + 16' 30"                |
| 6.                       | Jeison Rujano            | Wenezuela                | NR Osorio - MU Training                  | + 16' 47"                |
| 7.                       | Francisco Peñuela        | Wenezuela                |                                          | + 17' 08"                |
| 8.                       | Diego Cadena             | Kolumbia                 | Liga de Ciclismo de Magdalena            | + 59' 09"                |
| 9.                       | Yilber Ramírez           | Wenezuela                | Triple Táchira - Hotel Venecia - Fer-Lab | + 1h 01' 16"             |
| 10.                      | Gregory Guevara          | Wenezuela                | Triple Táchira - Hotel Venecia - Fer-Lab | + 1h 01' 28"             |

| Klasyfikacja młodzieżowa | Klasyfikacja młodzieżowa | Klasyfikacja młodzieżowa | Klasyfikacja młodzieżowa                 | Klasyfikacja młodzieżowa |
| Kolarz                   | Kolarz                   | Państwo                  | Drużyna                                  | Czas                     |
| ------------------------ | ------------------------ | ------------------------ | ---------------------------------------- | ------------------------ |
| 1.                       | Kevin Rivera             | Kostaryka                | Androni Giocattoli-Sidermec              | 23h 54' 07"              |
| 2.                       | Yurgen Ramírez           | Wenezuela                | Venezuela País de Futuro-Fina Arroz      | + 5' 25"                 |
| 3.                       | Manuel Díaz              | Kolumbia                 | Team Herrera                             | + 13' 59"                |
| 4.                       | Germán Rincón            | Wenezuela                | Triple Táchira - Hotel Venecia - Fer-Lab | + 15' 21"                |
| 5.                       | Franklin Chacón          | Wenezuela                | Gios Kiwi Atlántico                      | + 16' 30"                |
| 6.                       | Jeison Rujano            | Wenezuela                | NR Osorio - MU Training                  | + 16' 47"                |
| 7.                       | Francisco Peñuela        | Wenezuela                |                                          | + 17' 08"                |
| 8.                       | Diego Cadena             | Kolumbia                 | Liga de Ciclismo de Magdalena            | + 59' 09"                |
| 9.                       | Yilber Ramírez           | Wenezuela                | Triple Táchira - Hotel Venecia - Fer-Lab | + 1h 01' 16"             |
| 10.                      | Gregory Guevara          | Wenezuela                | Triple Táchira - Hotel Venecia - Fer-Lab | + 1h 01' 28"             |

| Klasyfikacja drużynowa | Klasyfikacja drużynowa           | Klasyfikacja drużynowa | Klasyfikacja drużynowa |
| Drużyna                | Drużyna                          | Państwo                | Czas                   |
| ---------------------- | -------------------------------- | ---------------------- | ---------------------- |
| 1.                     | Deportivo Táchira - Super Ahorro | Wenezuela              |                        |
| 2.                     | Lotería del Táchira - Concafé    | Wenezuela              |                        |
| 3.                     | Androni Giocattoli-Sidermec      | Włochy                 |                        |

| Klasyfikacja drużynowa | Klasyfikacja drużynowa           | Klasyfikacja drużynowa | Klasyfikacja drużynowa |
| Drużyna                | Drużyna                          | Państwo                | Czas                   |
| ---------------------- | -------------------------------- | ---------------------- | ---------------------- |
| 1.                     | Deportivo Táchira - Super Ahorro | Wenezuela              |                        |
| 2.                     | Lotería del Táchira - Concafé    | Wenezuela              |                        |
| 3.                     | Androni Giocattoli-Sidermec      | Włochy                 |                        |